# Riccardo Giacconi
Riccardo Giacconi, italijansko-ameriški astrofizik, * 6. oktober 1931, Genova, Italija, † 9. december 2018, San Diego, ZDA.
Giacconi je leta 2002 prejel Nobelovo nagrado za fiziko za raziskave na področju rentgentske astronomije.